# Schlittschuh Club Bern
Lo Schlittschuh Club Bern (abbreviato SC Bern o SCB) è una squadra di hockey su ghiaccio svizzera, fondata nel 1930 con sede a Berna. Attualmente la squadra milita nel massimo campionato svizzero, la National League.

## Storia

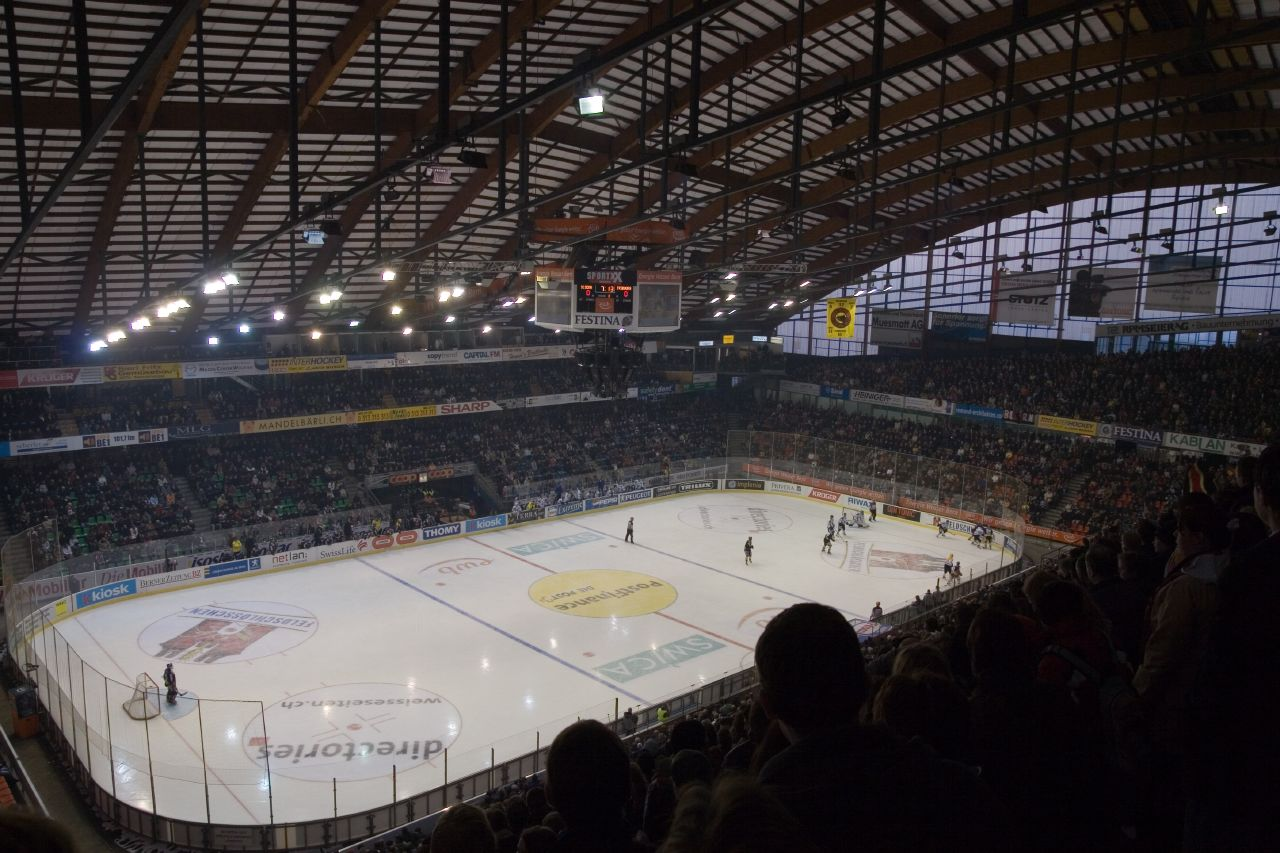
La PostFinace Arena.

La sezione di hockey su ghiaccio del Bern Sports Club, che ufficialmente fu fondata il 3 novembre del 1930, giocò la sua prima gara della storia il 1º gennaio 1931.
Oggi, SC Bern è una delle più importanti squadre svizzere e riempie di tifosi la PostFinance Arena, uno dei palazzetti di hockey più grandi d'Europa. Nel 2006 fecero segnare il record europeo di spettatori in media durante il campionato, con 15.994 tifosi in 22 partite in casa. . Hanno vinto il campionato 12 volte.
Durante il lockout della NHL del 2005, Daniel Brière, Dany Heatley, Jean-Pierre Dumont, Marc Savard, Henrik Tallinder, e Chris Clark giocarono per la SC Bern. Nonostante tutto, le regole del campionato svizzero permettono di poter schierare al massimo quattro giocatori senza passaporto elvetico.
Il 30 settembre 2008 la SC Bern sfidò i campioni della NHL dei New York Rangers per celebrare i 100 anni dell'hockey su ghiaccio in Svizzera. Erano passati 49 anni dall'ultima visita dei Rangers in Svizzera, quando sconfissero gli SC Bern per 8-1 con il palazzetto tutto esaurito. Questa partita si concluse 8-1 per gli statunitensi.

## Cronologia
- 1930-1931: ?
- 1931-1932: 1º livello
- 1932-1933: ?
- 1933-1937: 1º livello
- 1937-1956: Lega Nazionale A
- 1956-1957: Lega Nazionale B
- 1957-1967: Lega Nazionale A
- 1967-1969: Lega Nazionale B
- 1969-1970: Lega Nazionale A
- 1970-1972: Lega Nazionale B
- 1972- : Lega Nazionale A

## Pista
La pista dell'SC Bern è la PostFinance Arena, costruita nel 1967, si tratta della più capiente pista d'hockey su ghiaccio della Svizzera ed una delle più grandi d'Europa; può ospitare fino a 17'131 spettatori, agevolando l'affluenza di pubblico.

## Giocatori celebri
- Campionato del mondo:

Toni Söderholm: 2007
Philippe Furrer: 2013
Ryan Gardner: 2013
Martin Plüss: 2013
- Campionato del mondo:

Andreas Johansson: 2001

## Palmarès

### Competizioni nazionali
- National League A: 16

1958-59, 1964-65, 1973-74, 1974-75, 1976-77, 1978-79, 1988-89, 1990-91, 1991-92, 1996-97, 2003-04, 2009-10, 2012-13, 2015-16, 2016-17, 2018-19
- Coppa Svizzera: 2

1965, 2014-15